# Cepivo proti mumpsu
Cepiva proti mumpsu so cepiva, ki preprečujejo mumps. S cepljenjem večine prebivalstva se zmanjšajo zapleti na ravni prebivalstva. Učinkovitost, ko je cepljenih 90 % prebivalcev, se ocenjuje na 85%. Za dolgoročno odpornost sta potrebna dva odmerka. Začetni odmerek je priporočljivo dati med 12. in 18. mesecem starosti. Z drugim odmerkom se običajno cepi v starosti med dvema in šestimi leti  Uporabiti cepivo v primeru izpostavljenosti je lahko koristno pri osebah, ki še niso imune.
Cepivo proti mumpsu je zelo varno in neželeni učinki so običajno blagi.  Gre lahko za blage bolečine in oteklino na mestu vbrizganja in rahlo povišano telesno temperaturo. Resnejši neželeni učinki so redki. Za povezavo cepivo z zapleti, kot so nevrološki učinki, ni zadostnih dokazov. Cepivo se ne sme dajati osebam, ki so noseče ali katerih imunski sistem zelo slabo deluje. Za neugodne izide pri otrocih mater, ki so prejele cepivo med nosečnostjo, ni dokazov. Čeprav je cepivo razvito iz celic v piščancev, se ga lahko daje otrokom z alergijami na jajca.
Večina razvitega sveta in številne države v razvoju, ki so ga vključile v svoje programe cepljenja, cepivo pogosto uporabljajo skupaj s cepivi proti ošpicam in rdečkam v tako imenovanem cepivu OMR (angl. MMR). Na voljo so tudi recepture, ki vsebujejo omenjena tri cepiva in cepivo proti noricam, znano kot cepivo OMRV angl. MMRV). Leta 2005 je bilo cepivo vključeno v programe cepljenja v 110 državah. Na območjih, kjer se je cepilo v razširjenem obsegu, je bilo zaznati 90-% upad v pojavnosti bolezni. V ta namen se je uporabilo skoraj pol milijarde odmerkov cepiva.
Cepivo je bilo za uporabo prvič dovoljeno leta 1948; imelo pa je le kratkoročno učinkovitost. Izboljšana cepiva so prišla na trg leta 1960. Cepivo je na začetku vseboval inaktiviran virus,  kasnejši pripravki  pa živ, vendar oslabljen virus. Cepivo je na seznamu osnovnih zdravil Svetovne zdravstvene organizacije,  ki predstavljajo železno rezervo osnovnega zdravstvenega sistema. V obtoku je leta 2007 bilo več različnih vrst cepiva. Strošek za različico, ki vsebuje tudi cepivo proti ošpicam in rdečkam je leta 2014 znašal 0.24 am. dolarjev na odmerek.

## Vrste
- Mumpsvax, standardno cepivo proti mumpsu v ZDA, je Merckova poslovna znamka za cepivo iz seva Jeryl Lynn [6] Sevi Jeryl Lynn so bili v uporabi od leta 1967 in so po splošnem mnenju do leta 2002 bili pravzprav en in isti sev.

- RIT 4385 je novejši sev, ki ga je iz seva Jeryl Lynn za Maurice Hilleman, oče Jeryl Lynn..
- Cepivo MMR (cepivo proti ošpicam, mumpsu, rdečkam) je najpogosteje uporabljena oblika cepiva, receptura zanj vsebuje  cepivo proti ošpicam in rdečkam.

- Sev Leningrad-3 sta razvila Smrodincev in Kljačko v kulturi ledvičnih celic morskih prašičkov; uporablja se že od leta 1950 v državah nekdanje Sovjetske zveze.[8] To cepivo se rutinsko uporablja v Rusiji.
- L-Zagreb sev, uporabljen v Hrvaškem in v Indiji, so iz seva Leningrad-3 razvili z dodatnim deljenjem kultur.[8]
- Sev Urabe so uvedli na Japonskem, kasneje so izdali licenco zanj v Belgiji, Franciji in Italiji. Sev je bil povezan z višjo incidenco meningitisa (1/143 000 v primerjavi 1/227 000 za J-L),[9], tako da so ga v več državah opustili. Bil je del precepture za  MMR v Združenem kraljestvu.
- Sev Rubini, ki se uporablja v glavnem v Švici, so oslabili s povečanim številom prehodov skozi piščančji zarodek; kasneje se je izkazalo, da ima nizko potenco.[10] Uvedli so ga leta 1985.[8]

## Polemike
Ko so v Veliki Britaniji mešano cepivo MR (mumps in rdečke) zamenjali z OMR, so v ZDA enovalentna cepiva za mumps (Mumpsvax) ostala dalje v rabi. Enovalentni pripravek z licenco iz UK nikoli ni bil na voljo. Ker so nekateri starši želeli raje kot kombinacijo OMR vsako od njegovih sestavin posebej, je konec 20. stoletja prišlo do precej odzivnih polemik. Eno od cepiv za mumps, uvoženih v Združeno Kraljestvo, se je izkazalo kot v bistvu neučinkovito. Proti mumpsu se je v Združenem kraljestvu začelo redno cepiti leta 1988 z OMR. Blagovna znamka Aventis-Pasteur "MMR-2" je od leta 2006 običajna v Veliki Britaniji.

## Shranjevanje in obstojnost
Hladna veriga – to je neprekinjena veriga korakov za shranjevanje in dostavo cepiva, ki skrbi za to, da cepivo ostane na približno stalni temperaturi – je pri cepljenju vredna premisleka, še posebej v manj razvitih državah. Cepiva proti mumpsu se običajno hladijo, vendar imajo dolgo razpolovno dobo 65 dni pri 23 stopinjah Celzija.

## Cepljenje v Sloveniji
Cepljenje proti mumpsu je v Sloveniji vključeno v obvezni program cepljenja. Prvi odmerek cepiva prejmejo otroci, stari med 12 in 18 meseci, drugi odmerek pa pred vstopom v šolo (od 5 do 6 let starosti). Cepivo je kombinirano proti ošpicam, mumpsu in rdečkam.
V Sloveniji so cepljenje proti mumpsu z enim odmerkom cepiva uvedli leta 1979, od leta 1990 pa se uporabljata dva odmerka cepiva.